# Караванівка
Караванівка — колишнє селище в Нововодолазькому районі Харківської області, підпорядковувалося Станичненській сільській раді.
Караванівка приєднана до села Станичне, дата приєднання невідома — протягом 1972—1986 років.
Село знаходилося в близькості від Станичного, на відстані не більше 2 км — села Лихове, Ляшівка та Цяцьківка. Караванівкою протікає пересихаючий струмок, на якому зведено загату. Неподалік пролягають автошлях Р 51 та М 18.

## Принагідно
- Прадідівська слава
- Вікімапія